# 安東尼奧·羅斯米尼
安东尼奥·弗朗切斯科·达维德·安布罗焦·罗斯米尼·塞尔巴蒂（義大利語：Antonio Francesco Davide Ambrogio Rosmini Serbati，1797年3月24日—1855年7月1日），意大利神学家、哲学家、教会法博士、自然法学家，2007年教宗本笃十六世为他行宣福礼。

## 著作
- 《社会正义下的宪法》（2020年，商务印书馆）
- 《政治哲学》
- 《伦理学原理》
- 《法权哲学》